# 凱克洛普斯

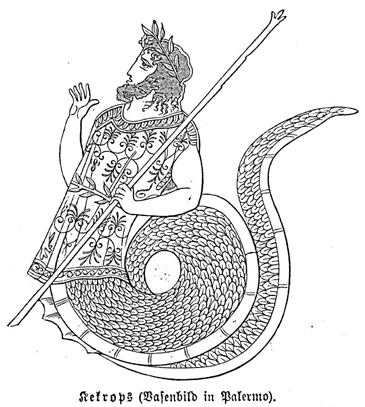
凱克洛普斯之畫像

凱克洛普斯（Kékrōps），半神，雅典首任國王。希臘神話中創建雅典城邦的半人半蛇怪物。

## 簡介
上半身為留有鬍鬚的男性，下半身則為蛇。雅典城之王，被視為半神而受雅典人民所崇拜。於雅典娜与波賽頓爭奪國家之所有權之時，選擇了雅典娜，這亦是雅典名稱之來源。